# Arcadio López Casanova
Arcadio López Casanova (Lugo, España, 5 de marzo de 1942-Valencia, España, 11 de abril de 2022) fue un poeta y crítico literario español. Profesor de Literatura. En su obra aparece lo telúrico, la desposesión, la atracción y el rechazo, el ir y venir o los caminos. Perteneció por generación al grupo poético de los Novísimos o del 68.

## Biografía
Estudió Filosofía y Letras en la Universidad de Santiago de Compostela. Recibió numerosos premios en las Festas Minervais y otros certámenes literarios convocados en Galicia en los años 60. Profesor de Literatura y crítico literario, cultivó también el teatro (Orestes, 1963) y la literatura infantil (O bosque de Ouriol, 1973). Dio clases en el Colegio Fingoy, fundado por el empresario y filántropo galleguista Antonio Fernández López. En 1968 se trasladó a Valencia para ocupar una cátedra de lengua y literatura españolas en el Instituto Mariano Benlliure. Desde 1986 es profesor titular del Departamento de Filología Española de la Facultad de Filología de la Universidad de Valencia, donde imparte materias relacionadas con la poesía y la novela españolas del siglo XX, así como el análisis y la composición de textos poéticos.

## Obra literaria
En 1965 publica Sonetos da esperanza presentida y en 1967 Palabra de honor. El libro Mesteres, finalista en 1976 del Premio Nacional de la Crítica, supone una renovación de su poesía. A continuación publicó Liturxia do corpo. En 1978 obtiene el Premio Adonais por La oscura potestad. En 1990 con su obra Razón de iniquidad obtuvo el Premio Internacional de Poesía Ciudad de Melilla. En 2003 recogió su obra poética completa en castellano con el título En oscuro desvelo.
Sus primeros libros reflejan una preocupación obsesiva por recuperar la infancia, la inocencia perdida, mezclada con dramatismo que expone una visión desesperada del mundo y de las cosas, en la línea intimista y angustiada de la poesía de la tebra (poesía de la tiniebla). En Mesteres muestra una mayor preocupación formal, empleando versos de larga andadura, entroncados en las formas rapsódicas de la lírica tradicional. Liturxia do corpo contiene meditaciones íntimas sobre la muerte.
En 2010 fue editor del estudio 'La lengua en corazón tengo bañada. Aproximaciones a la vida y obra de Miguel Hernández' de la editorial Publicacions de la Universitat de València.
En octubre de 2015 el OPEN Club Galicia acordó por unanimidad otorgarle el Premio Voz de Liberdade 2015.